# Cúmplices de um Resgate
Cúmplices de um Resgate é uma telenovela brasileira que foi produzida e exibida pelo SBT de 3 de agosto de 2015 a 13 de dezembro de 2016, em 357 capítulos. Substituiu Chiquititas e foi substituída por Carinha de Anjo.
Baseada na telenovela mexicana Cómplices al rescate, de Maria Del Socorro Gonzalez, foi adaptada por Íris Abravanel, com colaboração de Carlos Marques, Fany Higuera, Grace Iwashita, Gustavo Braga e Marcela Arantes, supervisão de Rita Valente, sob direção de Luiz Antônio Piá, Ricardo Mantoanelli e Roberto Menezes e direção geral de Reynaldo Boury.
Conta com as atuações de Larissa Manoela, João Guilherme, Juliana Baroni, Duda Nagle, Maria Pinna, Giovanna Chaves e Tânia Bondezan nos papéis principais.

## Antecedentes e contexto
Ao finalizar Corações Feridos (2012), que completava uma marca de 20 telenovelas inéditas desde 2001, a emissora anunciou que iniciaria o desenvolvimento de uma refilmagem da mexicana Carrusel (1989), esta já exibida anteriormente pelo canal e que durante sua transmissão alcançou elevados índices de audiência. Carrossel então foi produzida, estreou em 21 de maio de 2012 e manteve uma média de 12,3 pontos na medição de público, catapultando a audiência da emissora em um horário — 20h30min — em que costumava marcar 5 pontos. A produção infantil foi bem recebida pelos críticos televisivos, bem como ocorreria com a sucessora Chiquititas, que estreou em 15 de julho de 2013 e cuja produção deu procedimento à dramaturgia infantojuvenil. Seguindo a mesma tendência, Cúmplices de um Resgate vinha sendo estudada para substituir Chiquititas desde meados de 2014.

## Enredo
Dóris (Sophia Valverde) entra em uma biblioteca e, ao abrir um livro mágico, é transportada para um reino distante no tempo. Esse livro narra a história do nascimento de Manuela e Isabela (ambas interpretadas por Larissa Manoela). A camponesa Rebeca (Juliana Baroni) não sabe que deu à luz gêmeas e é levada a acreditar que apenas Manuela é sua filha. Enquanto isso, a mando da rainha má, Regina (Maria Pinna), o outro bebê recém-nascido, Isabela, é afastado da verdadeira mãe e criado como se fosse filha de Regina e do rei Orlando (Alexandre Barros).
Manuela, por sua vez, vive feliz no Vilarejo dos Sonhos ao lado da mãe, Rebeca, da avó e uma tia e seus amigos. A garota não conhece e nem desconfia que Isabela seja sua irmã gêmea. Ela gosta muito de cantar e é vocalista da banda de sertanejo colegial Manuela e Seus Amigos. Rebeca conhece Otávio, presidente do grupo On-Enterprise, quando ele está prestes a fechar a confecção do Vilarejo dos Sonhos, onde ela trabalha. Porém, para a surpresa de Rebeca, o empresário se apaixona por ela. Porém, para ficarem juntos, o casal terá que lidar com muitos desafios, entre eles, a ex-namorada de Otávio, Safira (Dani Moreno), que fará de tudo para melar o romance.
A babá de Isabela, Marina (Tânia Bondezan), convida a garota para ir até um festival musical. É nesse evento que acontece o inesperado e envolvente reencontro entre Isabela e Manuela. As gêmeas, que não sabem que são irmãs, ficam frente a frente e se impressionam por serem tão parecidas. Isabela percebe que pode tirar algum tipo de vantagem da descoberta para realizar seus sonhos e sugere para Manuela que troquem de lugar sempre que for preciso. A partir deste momento, começa uma divertida aventura, onde as garotas se tornam cúmplices, começam a trocar de lugar com frequência e descobrem mundos diferentes da realidade que estão acostumadas.
Nessas aventuras acontece diversas mudanças, mas no fim, tudo ocorre bem e Isabela vai morar com sua verdadeira mãe, Rebeca que casa com Otávio, além de Manuela começar a namorar com Joaquim, um dos integrantes da banda Cúmplices de um Resgate.

## Elenco
| Intérprete                     | Personagem                                             |
| ------------------------------ | ------------------------------------------------------ |
| Larissa Manoela                | Manuela Agnes Matos (Manu)                             |
| Larissa Manoela                | Isabela Saldanha Junqueira (Isa) / Isabela Agnes Matos |
| Juliana Baroni                 | Rebeca Agnes                                           |
| Duda Nagle                     | Otávio Neves Neto                                      |
| Maria Pinna                    | Regina Saldanha Junqueira / Paola Mendes               |
| João Guilherme                 | Joaquim Vaz                                            |
| Giovanna Chaves                | Priscila Saldanha Meneses                              |
| Tânia Bondezan                 | Marina Lopes / Antonela                                |
| Elam Lima                      | Pedro Cavichioli                                       |
| Thays Gorga                    | Helena Agnes                                           |
| Pedro Garcia Netto             | Vicente Alencar                                        |
| Camila dos Anjos               | Alícia Alencar                                         |
| Maurício Ribeiro               | Fausto Ramos                                           |
| Mira Haar                      | Nina Agnes                                             |
| Valéria Sândalo                | Meire Borba Gato                                       |
| Dani Moreno                    | Safira Meneses                                         |
| Gustavo Rodrigues              | Arthur Torres                                          |
| Kevin Vechiatto                | Felipe Vaz                                             |
| Renato Cavalcanti              | André Alencar                                          |
| Bia Jordão                     | Júlia Vaz                                              |
| Duda Wendling (cap. 1-110)     | Dóris Jardim                                           |
| Sophia Valverde (cap. 111-357) | Dóris Jardim                                           |
| Fhelipe Gomes                  | Téofilo Cavichioli (Téo)                               |
| Lipe Volpato                   | Mateus Jardim                                          |
| Augusto Garcia                 | Augusto Martins                                        |
| Thais Lago                     | Flávia Macitelli                                       |
| Nando Pradho                   | Geraldo Saldanha                                       |
| Gero Pestalozzi                | Jaime                                                  |
| Thiago Amaral                  | Frederico Pereira (Fred/Frederico Pierre)              |
| Diego Montez                   | Thomas Gomes                                           |
| Cléo Ventura                   | Aurora Meneses                                         |
| Jaime Leibovitch               | Fortunato Meneses                                      |
| Bárbara Bruno                  | Fiorina Cavichioli                                     |
| Vicentini Gomez                | Giuseppe Cavichioli                                    |
| Rodrigo Dorado                 | Dinho Borba Gato                                       |
| Nina Morena                    | Flora Cruz                                             |
| Carlos de Niggro               | Vargas Houdini                                         |
| Miguel Nader                   | Sandro Cavanhaque                                      |
| Renata Calmon                  | Lurdes Passos (Lurdinha)                               |
| Julia Simoura                  | Sabrina                                                |
| Luckas Moura                   | Omar Ferraz                                            |
| Giovanni Venturini             | Nico Sardinha                                          |
| Ricardo Benelli                | Lucas                                                  |
| Bia Lanutti                    | Lola Alencar                                           |
| Ronaldo Oliva                  | Raul Fagundes                                          |
| Ohana Homem                    | Clara Jardim                                           |
| Murilo Meola                   | Luiz Jardim                                            |
| Marcelo Galdino                | Joel Ferraz                                            |
| João Camargo                   | Ofélio Batista                                         |
| Luciano Vianna                 | Navarro Peixeira                                       |
| Luiz Carlos Félix              | Hermínio Pimenta                                       |
| Camila Demaman                 | Laura Antunes                                          |
| Graça Berman                   | Nair Luz                                               |
| Edson Montenegro               | Padre Lutero                                           |
| Maria Eduarda Machado          | Letícia                                                |
| Gabriel Moura                  | Benjamin                                               |
| Graciely Junqueira             | Chloé                                                  |

### Animais (Vozes originais)
| Animal                  | Tipo     | Dublador            |
| ----------------------- | -------- | ------------------- |
| Tuntum Jardim           | Rato     | Robson Kumode       |
| Manteiguinha Cavichioli | Cachorro | Diego Lima          |
| Bartolomeu Borba Gato   | Gato     | Herbert Richers Jr. |
| Poodle Eva              | Cachorro | Renata Calmon       |
| Dourado                 | Cavalo   | Diego Lima          |
| Beijoca                 | Peixe    | Carol Melhem        |
| Josefina                | Gato     | Camila Castellani   |
| Alipio                  | Burro    | Claudio Galvan      |
| Turmalina               | Vaca     | Mabel Cezar         |
| Mirandinha              | Cachorro | Lauro Fabiano       |

### Participações especiais
| Intérprete          | Personagem                    |
| ------------------- | ----------------------------- |
| Alexandre Barros    | Orlando Junqueira             |
| Daniel Del Sarto    | Maurício Matos                |
| Grace Gianoukas     | Benedita                      |
| Viih Tube           | Vicky / Cidinha Leitão        |
| Marcela Muniz       | Neuza                         |
| Norival Rizzo       | Prefeito Juanes               |
| Georgina Castro     | Edna                          |
| Nilton Bicudo       | Damião da Fonseca             |
| Ariel Moshe         | Euclides Barbosa da Fonseca   |
| Mharessa Fernanda   | Fabiana / Dublê de Manu e Isa |
| Théo Salomão        | Diogo Sacolinha               |
| Junior Prata        | Dr. Cândido Soares            |
| Sylvio Zilber       | Otávio Neves                  |
| Remo Rocha Neto     | Vinicius                      |
| Luciana Carnieli    | Marta Lobo                    |
| Cainã Diniz         | Juan Pedro Carvalho           |
| Cainã Diniz         | Breno Pedro Carvalho          |
| Vinicius Henuns     | Xavier                        |
| Marcello Ramos      | Sander                        |
| Stephanie D'Amico   | Taísa Costa                   |
| Dani Gondim         | Gislene                       |
| Maximiliana Reis    | Berta                         |
| Ailton Rosa         | Bira                          |
| Gabriella Di Grecco | Gemima Luz                    |
| Leticia Cannavale   | Fernanda                      |
| Ricardo Ferreira    | Agente de Viagens             |
| Priscila Menucci    | Alegra                        |
| Patrícia Abravanel  | Ela mesma                     |
| Celso Portiolli     | Ele mesmo                     |
| Rachel Sheherazade  | Ela mesma                     |
| Raul Gil            | Ele mesmo                     |
| Carlos Bertolazzi   | Ele mesmo                     |
| André Vasco         | Ele mesmo                     |

## Produção
Após o sucesso de audiência e comercial de Carrossel, a diretoria do SBT começou a estudar a continuação da dramaturgia infantojuvenil ainda em agosto de 2013, um mês após a estreia de Chiquititas, que estava em ascensão. As propostas que foram analisadas nos meses seguintes incluíam remakes de telenovelas como a argentina Patito Feo, da Televisa, e a mexicana Chispita, do Canal de las Estrellas, além de Cómplices al rescate, confirmada em julho de 2014.
Em agosto de 2014, foi iniciada a convocação para o elenco e em setembro começaram os testes. Larissa Manoela, que estava no ar em Patrulha Salvadora, foi chamada para interpretar as gêmeas protagonistas sem nenhum teste. O elenco foi divulgado em janeiro de 2015, quando aconteceu um workshop de aperfeiçoamento para os personagens, e as filmagens tiveram início em 23 de março. Algumas cenas e videoclipes foram gravados em resolução 4K, tecnologia até então inédita na dramaturgia do SBT.
Supostamente, sites do México disseram que Gabriela Spanic e o SBT estavam fazendo uma acordo dela participar da novela, mas a emissora negou tal relação. No final de junho, um acidente sofrido por Larissa Manoela, que interpreta as protagonistas, afastou-a temporariamente das gravações e atrasou a data de estreia de Cúmplices de um Resgate. A atriz caiu de um cavalo em Atibaia durante os trabalhos e precisou permanecer algumas semanas em repouso.
Em 10 de novembro de 2015, o SBT anunciou o afastamento da atriz Duda Wendling, intérprete de Doris, pelo fato de sua mãe não ter permitido a renovação de seu contrato. Sua substituta foi a atriz Sophia Valverde, que interpretou Maria em Chiquititas.

### Divulgação
Os primeiros teasers começaram a ser veiculados em maio de 2015, com duração aproximada de 23 segundos. Em meados de junho, foram ao ar as primeiras chamadas anunciando a reta final da telenovela antecessora, Chiquititas. A estreia vinha sendo especulada para ocorrer em julho ou agosto de 2015, sendo confirmada para agosto em uma chamada divulgada em 1º de julho de 2015 e especificada mais tarde para o dia 3 daquele mês.
Na coletiva de imprensa, que aconteceu em 22 de julho de 2015, o diretor Reynaldo Boury comentou sobre as expectativas na audiência, citando Os Dez Mandamentos, que foi um dos concorrentes da fase final da antecessora, contrapondo que "a média de Chiquititas continuou a mesma" e completou: "esperamos continuar com Cúmplices de um Resgate no mesmo nível de Carrossel e Chiquititas".  A coletiva reuniu o elenco da telenovela e foi apresentada por Maisa Silva. A autora do remake, Íris Abravanel, afirmou que "o público é sempre a família" e que a trama "possui histórias e conflitos que irão envolver os telespectadores de todas as idades".
Em 26 de julho, o elenco participou do quadro "Passa ou Repassa", do Domingo Legal, em que estiveram presentes João Guilherme, Kevin Vechiatto, Bia Jordão e Renato Cavalcanti no time azul e Giovanna Chaves, Fhelipe Gomes, Duda Wendling e Lipe Volpato no time amarelo, com a ajuda dos personagens Vivi, Samuca (time azul), Mosca e Binho (time amarelo) de Chiquititas. Além disso, Juliana Baroni, que interpreta Rebeca, fez um bate-papo com Celso Portiolli sobre a novela. Em 2 de agosto, dia anterior à estreia, foram ao ar ao vivo bastidores das gravações e Larissa Manoela no programa Eliana. Nas primeiras semanas após a estreia, outros programas de auditório da emissora, como Raul Gil e Silvio Santos, também convidaram atores e cantores dos temas da telenovela, que participavam de quadros dos programas.

## Exibição
O primeiro capítulo de Cúmplices de um Resgate foi exibido em 3 de agosto de 2015, às 21h00min, após o capítulo da reta final de Chiquititas e antes da reprise de Carrossel. As primeiras chamadas consolidando um horário indicavam a estreia às 20h30min, no entanto em 29 de julho foi divulgada a alteração na escala dos primeiros capítulos como uma forma de disputar a vice-liderança da audiência com a telenovela Os Dez Mandamentos, da Rede Record. Após o fim de Chiquititas, a trama passou a ser exibida a partir de 20h30min. No sábado, 15 de agosto, às 22h30min, o SBT apresentou um compacto dos 10 primeiros capítulos da telenovela. Atitude semelhante feita anos antes com Éramos Seis, que em 21 de maio de 1994, também um sábado, das 14h40min às 18h, teve seus capítulos daquela semana da telenovela reprisados em um compacto.
A telenovela infanto-juvenil foi exibida de segunda a sexta, com a classificação indicativa de "Livre para todos os públicos". A autora Íris Abravanel notou que o folhetim aborda temas mais adultos que os anteriores, porém o conteúdo é adaptado para a classificação indicativa: "Cúmplices possui um elenco mais adulto e aborda temas um pouco mais delicados do que as tramas anteriores, mas tomamos o cuidado de manter a leveza da novela".

### Reprises
Foi reprisada pela primeira vez no SBT de 7 de janeiro de 2019 até 25 de novembro de 2020, substituindo a sua antecessora original Chiquititas, na faixa das 21h30min. A reprise teve 129 capítulos a mais do que a exibição original, fechando com 486 capítulos. A novela não teve substituta. A trama não foi exibida em determinados períodos como no dia 24 de setembro de 2019 por conta da exibição de um discurso do Presidente da República Jair Bolsonaro na cúpula da Organização das Nações Unidas (ONU), 15 de julho de 2020 por conta da final do Campeonato Carioca de Futebol com o clássico FlaxFlu e nos meses de setembro, outubro e novembro nas quartas-feiras por conta da transmissão das partidas da Copa Libertadores da América de 2020.
Foi reprisada pela segunda vez no SBT de 27 de julho de 2022 a 5 de fevereiro de 2024, em 379 capítulos, sendo 22 capítulos a mais que a exibição original, substituindo a sua sucessora original Carinha de Anjo e sendo substituída por As Aventuras de Poliana na faixa das 21h30min, onde também foi exibida a sua primeira reprise e curiosamente reativando a sua faixa, já que a mesma havia sido cancelada com seu término. A 1ª chamada foi ao ar em 23 de junho e gerou diversas críticas a emissora, por conta do curto período desde a última reprise. Não foi exibida nos dias 2, 9 e 30 de agosto e 6 de setembro de 2022 em ocasião da cobertura da fase final da Copa Libertadores da América de 2022, 21 de outubro de 2022 por conta da sabatina com o então candidato à reeleição Jair Bolsonaro (PL) durante a Eleição presidencial, nos dias 4 e 18 de abril, 2 e 23 de maio, 27 de junho, 12 e 19 de julho, 1.°, 8, 23 e 29 de agosto, 26 de setembro e 3 de outubro de 2023 por conta da cobertura dos jogos da Copa Sul-Americana e no 24 de maio de 2023 por conta da exibição do último capítulo de Poliana Moça.

### Exibição nas plataformas digitais
A trama foi disponibilizada totalmente de graça no SBT Vídeos com 486 capítulos em sua reprise de 2019, mas desde 31 de dezembro de 2021, está disponibilizada na Netflix, no Brasil, Portugal, Angola e Moçambique na versão compactada e ágil, feita para a exibição internacional .
Outras mídias
A novela se encontra disponível na plataforma de streaming +SBT com os 357 capítulos originais, exibidos pela emissora nos anos de 2015 e 2016.

### Exibição internacional
Em 2016 a rede mexicana de televisão Televisa adquiriu os direitos de transmissão internacional da produção para seu extinto canal infantil, TiiN, mas a novela acabou nunca sendo transmitida e a dublagem da novela para o espanhol, posteriormente, não passou do primeiro capítulo. Em Angola e em Moçambique foi transmitida no canal Zap Novelas de 9 de janeiro de 2017 a 6 de fevereiro de 2018, substituindo Meu Coração é Teu e sendo substituída por O Fantástico Prédio 11-11.. Cúmplices de um Resgate estreou pela primeira vez dublado em inglês na Joy Prime em Gana em 2018. O segundo canal a transmitir a novela em inglês foi a Citizen TV no Quênia, também em 2018.
| País       | Canal       | Ano de estreia |
| ---------- | ----------- | -------------- |
| Angola     | Zap Novelas | 2017           |
| Moçambique | Zap Novelas | 2017           |
| Gana       | Joy Prime   | 2018           |
| Quênia     | Citizen TV  | 2018           |

## Audiência

### Exibição original
O primeiro capítulo rendeu 15 pontos e 16 de pico de audiência na Grande São Paulo, superando as estreias de Carrossel (13 pontos) e Chiquititas (14 pontos) e garantindo a vice-liderança no horário. Também foi a maior audiência em estreias do SBT desde Os Ricos também Choram, que obteve 17 pontos em 2005. Nos dias seguintes, manteve-se estável na marca de 14 pontos, no entanto posicionou-se em terceiro lugar, perdendo a vice-liderança para a telenovela Os Dez Mandamentos, da Rede Record. Em 11 e 13 de agosto, na segunda semana, voltou a registrar média de 15 pontos e 16 de pico, posicionando-se à frente da Record nesses dois dias.
A trama é a telenovela com melhor resultado dos primeiros capítulos dos últimos 13 anos na emissora. Neste tempo a novela só não superou Pequena Travessa de 2002. Exibidos os primeiros 15 capítulos (entre 3 e 21 de agosto), a trama registrou média em São Paulo de 13,1 pontos. No Painel Nacional de Televisão (PNT), que consolida a audiência em 15 centros urbanos, Cúmplices de um Resgate alcançou no mesmo período 12 pontos de média. Pequena Travessa, nas primeiras três semanas, registrou média de 16,2 pontos em São Paulo e 13 no PNT. Desde então, o SBT já levou ao ar 15 novelas, nenhuma com um início tão bom quanto o da atual trama infantil. Mesmo com estes bons números, Cúmplices de um Resgate cravou-se no terceiro lugar, atrás da TV Globo (Jornal Nacional) e da Rede Record (Os Dez Mandamentos). Por conta disso, a própria emissora raramente informa à imprensa os dados de audiência da telenovela. Ao fim de dois meses após a estreia a telenovela chegou a atingir médias de 9 pontos na Grande São Paulo, mas ainda em 2015 estabilizou-se entre as casas dos 10 e 11 pontos, predominando no terceiro lugar com episódios esporádicos atingindo a segunda colocação.
Em 13 de dezembro de 2016, logo após o último capítulo da trama, o SBT liderou durante boa parte da noite por conta da exibição do show especial, gravado no Ginásio do Ibirapuera, vencendo Supermax e a final do MasterChef Profissionais. Em SP, chegou a 14,7 pontos.

### Reprises

#### Primeira reprise
Em seu primeiro capítulo exibido em 7 de janeiro de 2019, a novela registrou 13.3 pontos e alcançou com facilidade a vice-liderança contra 8 pontos da RecordTV e 27.9 da TV Globo. Em 20 de fevereiro bateu recorde com 13.7 pontos. Sua pior audiência foi registrada em 31 de dezembro de 2019, quando cravou 3.5 pontos. Apesar de ser Véspera de Ano Novo, a novela permaneceu na vice-liderança. A partir de novembro de 2019, passou a oscilar entre 7 e 9 pontos, mantendo o segundo lugar. Porém, já no mês de março de 2020, os índices continuaram caindo e a trama passou a registrar médias entre 6 e 8 pontos, chegando a 9 pontos apenas nas quartas feiras por conta do futebol apresentado na emissora concorrente. Um dos principais motivos foram os constantes esticamentos da trama, além da exibição exagerada de videoclipes e os confrontos contra as novelas das 21h da TV Globo, entre eles sucessos como A Dona do Pedaço, Amor de Mãe e as reprises especiais de Fina Estampa e A Força do Querer. Com a reta final, iniciada em setembro de 2020, o SBT passou a compactar a trama.
O último capítulo, exibido em 25 de novembro de 2020, registrou 10 pontos, ficando na vice-liderança contra 9.9 da RecordTV. A trama teve média geral de 8.5 pontos, índice abaixo do esperado para o horário e sendo a menor média da faixa desde Rebelde.

#### Segunda reprise
O primeiro capítulo registrou 6,8 pontos e picos de 7,5 ficando na vice-liderança e sendo essa a sua maior audiência em toda a exibição. Essa reprise oscilou com médias entre 3 e 4 pontos, chegando algumas vezes a 5 pontos, assumindo em algumas vezes a vice-liderança, apesar de ficar boa parte do tempo em terceiro lugar.
Bateu recorde negativo no dia 29 de dezembro de 2023, com apenas 2,4 pontos.
O último capítulo registrou 4,2 pontos. Teve média geral de 4,6 pontos.

## Prêmios e indicações
| Ano  | Prêmio                    | Categoria               | Indicação               | Resultado | Ref.   |
| ---- | ------------------------- | ----------------------- | ----------------------- | --------- | ------ |
| 2015 | Prêmio Extra de Televisão | Melhor Ator/Atriz Mirim | Larissa Manoela         | Indicado  | [ 79 ] |
| 2016 | Troféu Internet           | Melhor Novela           | Íris Abravanel          | Indicado  | [ 80 ] |
| 2016 | Troféu Internet           | Melhor Atriz            | Larissa Manoela         | Indicado  | [ 80 ] |
| 2016 | Troféu Imprensa           | Melhor Novela           | Íris Abravanel          | Indicado  |        |
| 2016 | Troféu Imprensa           | Melhor Atriz            | Larissa Manoela         | Indicado  |        |
| 2016 | Prêmio Extra de Televisão | Melhor Ator/Atriz Mirim | Larissa Manoela         | Indicado  |        |
| 2016 | Prêmio Extra de Televisão | Melhor Ator/Atriz Mirim | João Guilherme          | Indicado  | [ 81 ] |
| 2016 | Troféu APCA               | Melhor Infantil         | Cúmplices de um Resgate | Indicado  | [ 82 ] |